# World Series of Poker 2006

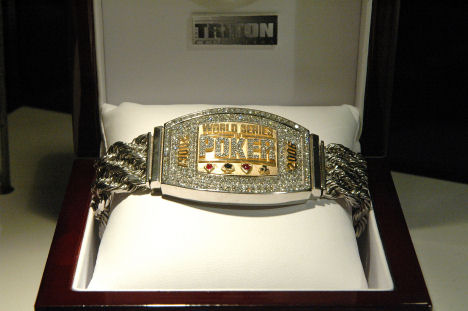
De 2006 WSOP Championship Bracelet

De World Series of Poker 2006 begon op 25 juni 2006. Alle toernooien zijn gehouden in het Rio All-Suite Hotel and Casino in Las Vegas.

## Toernooien
| Event Nummer | Event                                              | Winnaar            | Prijs       | Tweede           |
| ------------ | -------------------------------------------------- | ------------------ | ----------- | ---------------- |
| 1            | $500 Casino Employee's No Limit Texas hold 'em     | Chris Gros         | $127,616    | Bryan Devonshire |
| 2            | $1,500 No Limit Hold'em                            | Brandon Cantu      | $757,839    | Phong 'Mark' Ly  |
| 3            | $1,500 Pot Limit Hold'em                           | Rafe Furst         | $345,984    | Rocky Enciso     |
| 4            | $1,500 Limit Hold'em                               | Kianoush Abolfathi | $335,289    | Eric Buchman     |
| 5            | $2,500 No Limit Hold'em Short Handed 6/Tafel       | Dutch Boyd         | $475,712    | Joe Hachem       |
| 6            | $2,000 No Limit Hold'em                            | Mark Vos           | $803,274    | Nam Le           |
| 7            | $3,000 Limit Hold'em                               | Bill Chen          | $343,618    | Yueqi 'Rich' Zhu |
| 8            | $2,000 Omaha hold 'em Hi-Lo (8 or better)          | Jack Zwerner       | $341,426    | Rusty Mandap     |
| 9            | $5,000 No Limit Hold'em                            | Jeff Cabanillas    | $818,546    | Phil Hellmuth Jr |
| 10           | $1,500 Seven-card stud                             | David Williams     | $163,118    | John Hoang       |
| 11           | $1,500 Limit Hold'em                               | Bob Chalmers       | $258,344    | Tam Ho           |
| 12           | $5,000 Omaha Hi-Lo (8 or better)                   | Sam Farha          | $398,560    | Phil Ivey        |
| 13           | $2,500 No Limit Hold'em                            | Max Pescatori      | $682,389    | Anthony Reategui |
| 14           | $1,000+$1,000 No Limit Hold'em met meerdere rebuys | Allen Cunningham   | $625,830    | David Rheem      |
| 15           | $1,000 Ladies No Limit Hold'em                     | Mary Jones         | $236,094    | Shawnee Barton   |
| 16           | $10,000 Pot Limit Omaha                            | Lee Watkinson      | $655,746    | Mike Guttman     |
| 17           | $1,000 No Limit Hold'em                            | Jon Friedberg      | $526,185    | John Phan        |
| 18           | $2,000 Pot Limit Hold'em                           | Eric Keselman      | $311,403    | Hyon Kim         |
| 19           | $1,000 No Limit Hold'em Seniors                    | Clare Miller       | $247,814    | Mike Nargi       |
| 20           | $50,000 H.O.R.S.E.                                 | David 'Chip' Reese | $1,716,000  | Andy Bloch       |
| 21           | $2,500 No Limit Hold'em Short Handed 6/Tafel       | Bill Chen          | $442,511    | Nath Pizzolatto  |
| 22           | $2,000 No Limit Hold'em                            | Jeff Madsen        | $660,948    | Paul Sheng       |
| 23           | $3,000 Limit Hold'em                               | Ian Johns          | $291,755    | Jerrod Ankenmen  |
| 24           | $3,000 Omaha Hi-Lo (8 or better)                   | Scott Clements     | $301,175    | Thor Hansen      |
| 25           | $2,000 No Limit Hold'em Shootout                   | David Pham         | $240,222    | Charlie Sewell   |
| 26           | $1,500 Pot Limit Omaha                             | Ralph Perry        | $207,817    | George Abdallah  |
| 26a          | $1,500 Pot Limit Omaha met Rebuys                  | Eric Froehlich     | $299,675    | Sherkhan Farnnod |
| 27           | $1,500 No Limit Hold'em                            | Mats Rahmn         | $655,141    | Richard Toth     |
| 28           | $5,000 Seven-Card Stud                             | Benjamin Lin       | $256,620    | Shahram Sheikhan |
| 29           | $2,500 Pot Limit Hold'em                           | John Gale          | $374,849    | Maros Lechman    |
| 30           | $5,000 No Limit Hold'em Short Handed 6/Tafel       | Jeff Madsen        | $643,381    | Erick Lindgren   |
| 31           | $2,000 No Limit Hold'em                            | Justin Scott       | $842,262    | Farzad Rouhani   |
| 32           | $5,000 Pot Limit Hold'em                           | Jason Lester       | $550,746    | Alan Sass        |
| 33           | $1,500 Razz                                        | James Richburg     | $139,576    | Carlos Mortensen |
| 34           | $1,000+$1,000 No Limit Hold'em met meerdere rebuys | Phil Hellmuth Jr   | $631,863    | Juha Helppi      |
| 35           | $1,000 Seven Card Stud High-Low 8/OB               | Patrick Poels      | $172,091    | Greg Dinkin      |
| 36           | $1,500 Limit Hold'em Shootout                      | Victoriano Perches | $157,338    | Arnold Spee      |
| 37           | $1,500 No Limit Hold'em                            | James Gorham       | $765,226    | Osman Kibar      |
| 38           | $5,000+$5,000 No-Limit 2-7 Draw Lowball            | Daniel Alaei       | $430,698    | David Williams   |
| 39           | $10,000 No Limit Hold'em Championship              | Jamie Gold         | $12,000,000 | Paul Wasicka     |
| 40           | $1,000 No-Limit Hold'em                            | Praz Bansi         | $230,209    | Anh Lu           |
| 41           | $1,500 No-Limit Hold'em                            | Paul Kobel         | $316,144    | Tyler Andrews    |
| 42           | $1,500 No-Limit Hold'em                            | Jim Mitchell       | $153,173    | Stuart Fox       |
| 43           | $1,500 No-Limit Hold'em                            | Kevin Nathan       | $171,987    | J.C. Tran        |
| 44           | $1,500 No-Limit Hold'em                            | Kevin Cover        | $196,968    | Joe Brandenburg  |
| 45           | $1,500 No-Limit Hold'em                            | Anders Henriksson  | $202,291    | Maureen Feduniak |

## Main Event
Het Main Event (Event 39) was het grootste toernooi van de WSOP van 2006. Er deden in totaal 8.773 spelers mee. Daarmee was het Main Event van 2006 het toernooi met het grootste deelnemersveld in de historie van de WSOP. Dit record werd verbroken tijdens de World Series of Poker 2015, waarop 22.374 meededen aan het $565 The Colossus No Limit Hold'em-toernooi.

### Finaletafel
| Positie | Naam             | Prijs       |
| ------- | ---------------- | ----------- |
| 1       | Jamie Gold       | $12.000.000 |
| 2       | Paul Wasicka     | $6.102.499  |
| 3       | Michael Binger   | $4.123.310  |
| 4       | Allen Cunningham | $3.628.513  |
| 5       | Rhett Butler     | $3.216.182  |
| 6       | Richard Lee      | $2.803.851  |
| 7       | Douglas Kim      | $2.391.520  |
| 8       | Erik Friberg     | $1.979.189  |
| 9       | Dan Nassif       | $1.566.858  |

### Andere hoge posities
| Positie | Naam             | Prijs      |
| ------- | ---------------- | ---------- |
| 10      | Fred Goldberg    | $1.154.527 |
| 17      | Jeff Lisandro    | $659.730   |
| 18      | David Einhorn    | $659.730   |
| 20      | Prahlad Friedman | $494.797   |
| 24      | Eric Lynch       | $494.797   |

### Uitschakeling van oud-kampioenen
- Dag 1: Dan Harrington, Phil Hellmuth Jr., Doyle Brunson, Bobby Baldwin, Chris Moneymaker, Johnny Chan, Thomas "Amarillo Slim" Preston
- Dag 2: Berry Johnston, Scotty Nguyen, Huck Seed, Greg Raymer, Robert Varkonyi
- Dag 3: Carlos Mortensen, Chris Ferguson
- Dag 4: Tom McEvoy, Joe Hachem

## WSOP Player of the Year
De WSOP reikt sinds 2004 een WSOP Player of the Year-award uit aan de speler die tijdens de betreffende jaargang de meeste punten scoort. Hiervoor tellen alleen toernooien mee waaraan iedereen mee kan doen, de spelen die alleen toegankelijk zijn voor vrouwen, senioren en casino-medewerkers niet. In 2006 en 2007 werd de uitkomst van het Main Event en het $50.000 H.O.R.S.E.-toernooi ook niet meegeteld. In 2008 telde het laatstgenoemde toernooi wel mee, het Main Event niet. Sinds 2009 tellen alle vrij toegankelijke toernooien mee, inclusief het Main Event.
Van 2004 tot en met 2010 telden alleen toernooien van de originele World Series of Poker in de Verenigde Staten mee voor het Player of the Year-klassement. Vanaf 2011 worden ook de resultaten van de World Series of Poker Europe en vanaf 2013 ook die van de World Series of Poker Asia Pacific meegerekend. Organisator Bluff Magazine paste in 2011 het scoresysteem aan en sindsdien beïnvloeden ook de inschrijfgelden en grootte van de deelnemersvelden het aantal punten dat spelers per evenement kunnen halen.
WSOP Player of the Year 2006 werd Jeff Madsen, die zich dat jaar zes keer naar een geldprijs speelde, waarbij hij twee keer een toernooi won en hij in twee andere ook de finaletafel bereikte.